# Bahra (rivière)
Pour l’article homonyme, voir Bahra.
La Bahra est une rivière en Saxe en Allemagne et un affluent droit de la Gottleuba (en), donc un sous-affluent du fleuve l'Elbe.. 

## Géographie
De 18 km de longueur, elle prend sa source dans l'est des monts Métaliffères près de la frontière avec la République tchèque.

### Bassin versant
Son bassin versant est de 73 km2 de superficie.